# Carlos Alcaraz (calciatore)
Carlos Jonas Alcaraz Duran, detto Charly (La Plata, 30 novembre 2002), è un calciatore argentino, centrocampista dell'Everton.

## Carriera

### Club

#### Gli inizi
Cresciuto nel settore giovanile del Racing Club, debutta in prima squadra il 26 gennaio 2020, giocando l'incontro di Primera División pareggiato 1-1 contro l'Atl. Tucumán; il successivo 16 marzo segna la sua prima rete, decidendo al 97' l'incontro di Copa de la Superliga vinto 4-3 contro l'Aldosivi. Il 17 settembre 2020 gioca la sua prima gara di Coppa Libertadores, perdendo 1-0 contro il Nacional.

#### Southampton e prestito alla Juventus
Il 9 gennaio 2023 viene acquistato dal Southampton per 14 milioni di euro. Esordisce cinque giorni dopo, nella sfida di campionato contro l'Everton. Il successivo 11 febbraio segna il suo primo gol con gli inglesi, contro il Wolverhampton (1-2). Il 6 ottobre rinnova il proprio contratto con gli inglesi per altre cinque stagioni.
Il 31 gennaio 2024 viene ceduto in prestito oneroso con diritto di riscatto alla Juventus. Esordisce con i bianconeri il 4 febbraio successivo, nella sconfitta in casa dell'Inter per 1-0, subentrando nei minuti conclusivi a Weston McKennie. In 5 mesi di permanenza ai bianconeri colleziona un totale di 12 presenze. 
Tornato in Inghilterra, conclude la sua esperienza con i Saints dopo aver collezionato 48 presenze e 8 reti complessivamente.

#### Flamengo
Il 28 agosto 2024 viene ceduto a titolo definitivo al Flamengo, con cui sottoscrive un accordo quinquennale valevole fino al 31 agosto 2029.

#### Everton
Il 4 febbraio 2025 viene ingaggiato in prestito dall'Everton fino al termine della stagione. Il 15 febbraio segna il suo primo gol, oltre che mettere a referto un assist, nella partita vinta per 2-1 in casa del Crystal Palace. Va a segna anche nell'ultima giornata di campionato, il 25 maggio, decidendo la vittoriosa trasferta in casa del Newcastle.

### Nazionale
Il 5 ottobre 2023, Lionel Scaloni lo convoca per la prima volta per l'Argentina in vista delle qualificazioni mondiali contro Paraguay e Perù.

## Statistiche

### Presenze e reti nei club
Statistiche aggiornate al 25 maggio 2025.
| Stagione           | Squadra            | Campionato         | Campionato | Campionato | Coppe nazionali | Coppe nazionali | Coppe nazionali | Coppe continentali | Coppe continentali | Coppe continentali | Altre coppe | Altre coppe | Altre coppe | Totale | Totale |
| Stagione           | Squadra            | Comp               | Pres       | Reti       | Comp            | Pres            | Reti            | Comp               | Pres               | Reti               | Comp        | Pres        | Reti        | Pres   | Reti   |
| ------------------ | ------------------ | ------------------ | ---------- | ---------- | --------------- | --------------- | --------------- | ------------------ | ------------------ | ------------------ | ----------- | ----------- | ----------- | ------ | ------ |
| 2019-2020          | Racing Club        | PD                 | 1          | 0          | CA+CdL+CM       | 1+1+8           | 0+1+1           | CL                 | 5                  | 0                  | SA          | 0           | 0           | 16     | 2      |
| 2021               | Racing Club        | PD                 | 18         | 1          | CdL             | 6               | 0               | CL                 | 1                  | 0                  | -           | -           | -           | 25     | 1      |
| 2022               | Racing Club        | PD                 | 19         | 3          | CA+CdL          | 1+14            | 0+4             | CS                 | 6                  | 1                  | SA          | 2           | 1           | 42     | 9      |
| Totale Racing Club | Totale Racing Club | Totale Racing Club | 38         | 4          |                 | 31              | 6               |                    | 12                 | 1                  |             | 2           | 1           | 83     | 12     |
| gen.-giu. 2023     | Southampton        | PL                 | 18         | 4          | FACup+CdL       | 1+2             | 0+0             | -                  | -                  | -                  | -           | -           | -           | 21     | 4      |
| 2023-gen. 2024     | Southampton        | FLC                | 23         | 3          | FACup+CdL       | 2+1             | 0+1             | -                  | -                  | -                  | -           | -           | -           | 26     | 4      |
| gen.-giu. 2024     | Juventus           | A                  | 10         | 0          | CI              | 2               | 0               | -                  | -                  | -                  | -           | -           | -           | 12     | 0      |
| lug.-ago. 2024     | Southampton        | PL                 | 1          | 0          | FACup+CdL       | -               | -               | -                  | -                  | -                  | -           | -           | -           | 1      | 0      |
| Totale Southampton | Totale Southampton | Totale Southampton | 42         | 7          |                 | 6               | 1               |                    | -                  | -                  |             | -           | -           | 48     | 8      |
| ago.-dic. 2024     | Flamengo           | A/RJ+A             | 0+14       | 0+2        | CB              | 3               | 0               | CL                 | 1                  | 0                  | -           | -           | -           | 18     | 2      |
| gen.-feb. 2025     | Flamengo           | A1/C+A             | 1+0        | 1+0        | CB              | -               | -               | CL                 | -                  | -                  | SB+Cmc      | -           | -           | 1      | 1      |
| Totale Flamengo    | Totale Flamengo    | Totale Flamengo    | 15         | 3          |                 | 3               | 0               |                    | 1                  | 0                  |             | -           | -           | 19     | 3      |
| feb.-giu. 2025     | Everton            | PL                 | 15         | 2          | FACup+CdL       | 1+0             | 0+0             | -                  | -                  | -                  | -           | -           | -           | 16     | 2      |
| 2025-2026          | Everton            | PL                 | 0          | 0          | FACup+CdL       | 0+0             | 0+0             | -                  | -                  | -                  | -           | -           | -           | 0      | 0      |
| Totale Everton     | Totale Everton     | Totale Everton     | 15         | 2          |                 | 1               | 0               |                    | -                  | -                  |             | -           | -           | 16     | 2      |
| Totale carriera    | Totale carriera    | Totale carriera    | 120        | 16         |                 | 43              | 7               |                    | 13                 | 1                  |             | 2           | 1           | 178    | 25     |

### Cronologia presenze e reti in nazionale
| Cronologia completa delle presenze e delle reti in nazionale ― Argentina under 23 | Cronologia completa delle presenze e delle reti in nazionale ― Argentina under 23 | Cronologia completa delle presenze e delle reti in nazionale ― Argentina under 23 | Cronologia completa delle presenze e delle reti in nazionale ― Argentina under 23 | Cronologia completa delle presenze e delle reti in nazionale ― Argentina under 23 | Cronologia completa delle presenze e delle reti in nazionale ― Argentina under 23 | Cronologia completa delle presenze e delle reti in nazionale ― Argentina under 23 | Cronologia completa delle presenze e delle reti in nazionale ― Argentina under 23 |
| Data                                                                              | Città                                                                             | In casa                                                                           | Risultato                                                                         | Ospiti                                                                            | Competizione                                                                      | Reti                                                                              | Note                                                                              |
| --------------------------------------------------------------------------------- | --------------------------------------------------------------------------------- | --------------------------------------------------------------------------------- | --------------------------------------------------------------------------------- | --------------------------------------------------------------------------------- | --------------------------------------------------------------------------------- | --------------------------------------------------------------------------------- | --------------------------------------------------------------------------------- |
| 13-10-2023                                                                        | Ezeiza                                                                            | Argentina under 23                                                                | 0 – 0                                                                             | Venezuela under 23                                                                | Amichevole                                                                        | -                                                                                 |                                                                                   |
| 18-11-2023                                                                        | Shizuoka                                                                          | Giappone under 23                                                                 | 5 – 2                                                                             | Argentina under 23                                                                | Amichevole                                                                        | -                                                                                 | 46’                                                                               |
| Totale                                                                            |                                                                                   | Presenze                                                                          | 2                                                                                 |                                                                                   | Reti                                                                              | 0                                                                                 |                                                                                   |

## Palmarès

### Club
- Trofeo de Campeones de la Liga Profesional: 1

Racing Club: 2022
- Coppa Italia: 1

Juventus: 2023-2024
- Coppa del Brasile: 1

Flamengo: 2024
- Supercoppa del Brasile: 1

Flamengo: 2025